# Regmaglypte

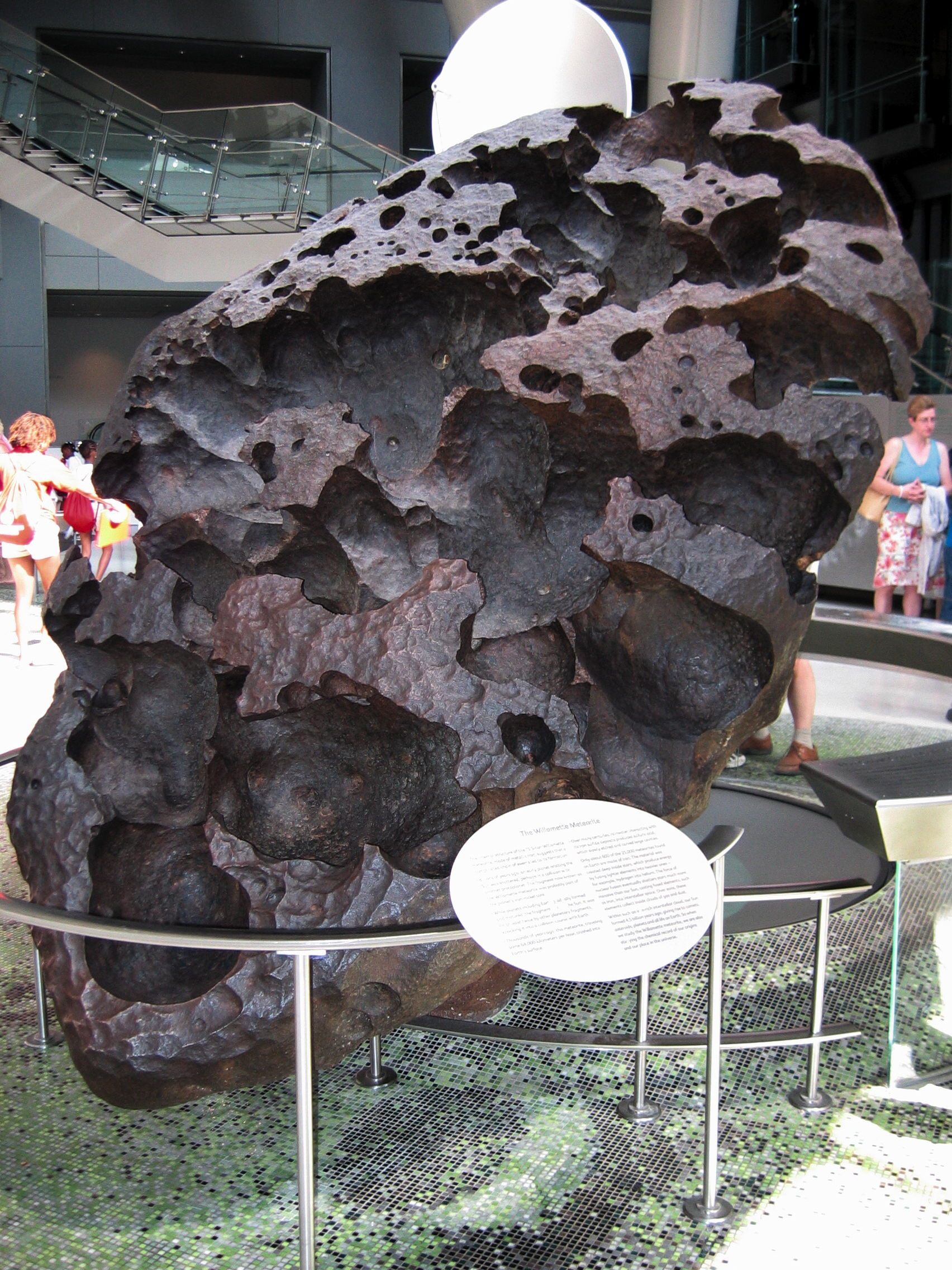
Regmaglyptes sur la météorite de Willamette.

Les regmaglyptes sont des aspérités en forme de creux qui peuvent se créer sur certaines météorites. La majorité des très grosses météorites en sont recouvertes.
Ces aspérités sont creusées lorsque la météorite, entrant dans l'atmosphère, subit un frottement très important générant une intense chaleur qui fait partiellement disparaître (par fusion puis érosion du liquide) ses parties les moins denses ou les plus réactives[réf. souhaitée]. On observe également l'apparition de motifs géométriques appelés gouges qui sont liés à une instabilité de l'écoulement.